# ДЭЛ-01
ДЭЛ-01 — опытный дизель-поезд Луганского тепловозостроительного завода  с электрической передачей и асинхронными тяговыми двигателями. Построен в единственном экземпляре в 1996 году, в регулярной эксплуатации не был; списан в 2007 году.

## История
В соответствии с мировой практикой развития подвижного состава железных дорог, перед железными дорогами Украины встал вопрос о создании дизель-поезда с электрической передачей переменного тока с использованием асинхронных тяговых двигателей. Для решения этой задачи на Луганском тепловозостроительном заводе был построен опытный дизель-поезд ДЭЛ01-001.
Результаты испытаний дизель-поезда ДЭЛ01 показали, что реализованные технические решения, в основном, подтвердили правильность выбранных конструктивных параметров. По результатам испытаний дизель-поезда ДЭЛ01 была произведена доработка систем управления и комплектующего оборудования и осуществлена его модернизация, одновременно с которой был построен дизель-поезд ДЭЛ02.
Дизель-поезд не был в регулярной эксплуатации, находился в РПЧ-7 Родаково Донецкой железной дороги. В 2007 году был списан.

## Общие сведения
Дизель-поезд предназначен для пригородных перевозок пассажиров в районах с умеренным климатом.
Основная составность дизель-поезда — четыре вагона (2 моторных, 2 прицепных). Схема управления обеспечивает возможность эксплуатации двух сочлененных дизель-поездов с одного поста управления.
Передача — электрическая, с асинхронными тяговыми электродвигателями и частотными преобразователями.
Тормоз — электрический, электропневматический, ручной.
Тележка моторного вагона бесчелюстная с индивидуальным приводом колесных пар. Подвешивание тягового двигателя и тягового редуктора — опорно-рамное. Передача крутящего момента к колесам осуществляется через полый вал и резинокордную муфту. Двухступенчатое рессорное подвешивание обеспечивает высокую плавность хода.
Кузов вагона выполнен из нержавеющей стали. Между вагонами находятся закрытые переходные площадки балонного типа. Вагоны дизель-поезда оборудованы автосцепкой СА-3. Моторный вагон имеет две, а прицепной — три наружные раздвижные двери, с обеих сторон.
Пассажировместимость — 416 человек, в том числе, в моторном вагоне — 72, в прицепном — 136.